# Jack Horner
John Robert Horner, conegut com Jack Horner (nascut el 15 de juny de 1946) és un paleontòleg estatunidenc que va descobrir i va donar nom al Maiasaura, que proporciona la primera evidència del fet que alguns dinosaures tenien cura dels seus fills.A més va ser supervisor tècnic de les pel·lícules de la sèrie Jurassic Park Va estudiar a la Universitat de Montana.
A Montana durant la dècada de 1970, Horner i el seu soci Bob Makela van descobrir una colònia de posta d'ous d'un nou gènere de dinosaures al qual van anomenar Maiasaura, o "Llangardaix Bona Mare". Contenia embrions dels dinosaures. Horner va donar nom a altres espècies de dinosaure (entre ells Orodromeus makelai en memòria del seu amic Bob Makela) i per Horner es va donar nom als epítets específics de les espècies: Achelousaurus horneri i Anasazisaurus horneri.